# Bisdom Coxim
Het bisdom Coxim (Latijn: Dioecesis Coxinensis) is een rooms-katholiek bisdom met als zetel Coxim, in Brazilië. Het bisdom is suffragaan aan het aartsbisdom Campo Grande.

## Geschiedenis
Het bisdom werd opgericht op 3 januari 1978, als de territoriale prelatuur Coxim, uit delen van het bisdom Campo Grande, en was suffragaan aan het aartsbisdom Cuiabá. Op 27 november 1978 veranderde het van kerkprovincie en werd suffragaan aan het nieuw verheven aartsbisdom Campo Grande. Op 13 november 2002 werd het verheven tot bisdom. 

## Parochies
Het bisdom had in 2021 een oppervlakte van 51.000 km2 en telde 159.240 inwoners waarvan 71,8% rooms-katholiek was.

## Bisschoppen
- Clóvis Frainer (3 januari 1978 - 5 januari 1985)
- Ângelo Domingos Salvador (16 mei 1986 - 17 juli 1991)
- Osório Claudio Bebber (18 januari 1992 - 17 maart 1999)
- Antonino Migliore (10 mei 2000 - 19 oktober 2022)
- Otair Nicoletti (19 oktober 2022 - heden)

Campo Grande (aartsbisdom) · Corumbá · Coxim · Dourados · Jardim · Naviraí · Três Lagoas